# Alto Vienne
Alto Vienne (em francês: Haute-Vienne é um departamento da França localizado na região Nova Aquitânia. Sua capital é a cidade de Limoges.		